# クラヴィゲールタテヅノカブト
クラヴィゲールタテヅノカブト（クラヴィゲール楯角兜、学名：Golofa claviger）は、コガネムシ科カブトムシ亜科カブトムシ族タテヅノカブト属に属するカブトムシ。「ヒシガタタテヅノカブト」という名で呼ばれることが多い。

## 特徴
タテヅノカブトの中では異色で、オスの体型は他のタテヅノカブトと比べ体格が立派に成長し、角が太くなる種類。その分、前足が他より短めになる。
オスは、胸角が上に伸びてから前に曲がり先端は巨大な菱形のへら状に広がる。頭角は前方にサーベルのように湾曲しながら伸びる。
ボリビア、コロンビアに生息する。